# فرودگاه منطقه‌ای مید-اوهایو ولی
فرودگاه منطقه‌ای مید-اوهایو ولی (به انگلیسی: Mid-Ohio Valley Regional Airport) یک فرودگاه همگانی با کد یاتا PKB است که یک باند فرود آسفالت دارد و طول باند آن ۲۰۶۷ متر است. این فرودگاه در کشور ایالات متحده آمریکا قرار دارد و در ارتفاع ۲۶۱٫۵ متری از سطح دریا واقع شده‌است.

## شرکت‌های هواپیمایی و مقصدهای پروازی

### مسافری
| شرکت‌های هواپیمایی | مقصدهای پروازی                          |
| ----------------- | --------------------------------------- |
| ViaAir            | شارلوت داگلاس، یادبود شهرستان بکلی رالی |